# Hana-bi
Pour plus de détails, voir Fiche technique et Distribution.
Hana-bi (はなび) est un film japonais écrit et réalisé par Takeshi Kitano, sorti en 1997.

## Synopsis
À la suite d'une fusillade qui a rendu paraplégique son partenaire Horibe et causé la mort d'un jeune policier, Yoshitaka Nishi, un inspecteur de police très taciturne, pouvant avoir des tendances violentes et imprévisibles, quitte la police pour se consacrer à son épouse, Miyuki, atteinte d'une leucémie incurable, et affectée par le décès ancien de son enfant, ce qui l'a poussée à être complètement repliée sur elle-même. Déguisé en policier, et avec une voiture de taxi maquillée en voiture de police, Nishi va commettre un braquage afin de rembourser ses dettes auprès des Yakuzas et partir pour un dernier voyage avec sa femme à travers le Japon, tandis qu'Horibe tue le temps en peignant, entre les visites espacées que lui rendent ses collègues. Les Yakuzas et deux anciens collègues de Nishi se mettent ensuite sur ses traces, les uns pour lui extorquer encore plus d'argent, et les autres car ils le suspectent dans l'affaire de la banque. Le voyage de Nishi et de sa femme les entraîne au pied du mont Fuji, sur la côte, et dans les montagnes enneigées, où Nishi fait vivre ainsi à sa femme ses derniers moments heureux et poétiques. Nishi est toujours traqué par les yakuzas, qu'il parvient à éliminer au fur et à mesure.
Son voyage s'achève sur une plage, où ses collègues policiers viennent l'arrêter. C'est aussi le dernier moment de paix accordé à sa femme avant que le rideau tombe.

## Fiche technique
- Titre : Hana-bi
- Titre français : Hana-bi - Feux d'artifice
- Titre anglais : Fireworks
- Réalisation : Takeshi Kitano
- Scénario : Takeshi Kitano
- Musique : Joe Hisaishi
- Photographie : Hideo Yamamoto
- Montage : Takeshi Kitano et Yoshinori Oota
- Production : Masayuki Mori, Yasushi Tsuge, Takio Yoshida, Kazuhiro Furukawa et Hiroshi Ishikawa
- Sociétés de production : Bandai Visual, Office Kitano, Tokyo FM et TV Tokyo
- Distribution :  Nihon Herald Eiga,  Golden Harvest,  Metropolitan Filmexport
- Direction artistique : Norihiro Isoda
- Costumes : Masami Saito
- Pays d'origine :  Japon
- Langue originale : japonais
- Genre : Drame et yakuza eiga
- Format : couleurs - 1,85:1 - Dolby - 35 mm
- Durée : 103 minutes
- Dates de sortie :
  - Italie : 3 septembre 1997 (Mostra de Venise)
  - France : 5 novembre 1997
  - Japon : 24 janvier 1998
  - Belgique : 11 mars 1998
  - Canada : 3 avril 1998
- Film tous publics avec avertissement lors de sa sortie en salles en France[1]

## Distribution
- Takeshi Kitano (VF : Sylvain Joubert) : Yoshitaka Nishi
- Kayoko Kishimoto : Miyuki, la femme de Nishi
- Ren Ōsugi (VF : Jean-Luc Kayser) : Horibe
- Susumu Terajima (VF : David Krüger) : Nakamura
- Tetsu Watanabe : Tesuka
- Hakuryu : le tueur yakuza
- Yasuei Yakushiji : le criminel
- Taro Istumi : Kudo
- Kenichi Yajima : le docteur
- Makoto Ashikawa : Tanaka
- Yūko Daike : la veuve de Tanaka
- Edamame Tsumami : l'homme d'affaires
- Tokio Seki : le vieux péquenaud

## Accueil

### Accueil critique
Hana-bi reçoit des critiques élogieuses, obtenant 95% d'avis favorables sur le site Rotten Tomatoes, pour 19 critiques et une moyenne de 8.3⁄10.

### Box-office
Hana-bi n'a pas rencontré un véritable succès commercial au Japon. Aux États-Unis, le long-métrage, distribué dans 9 salles, a engrangé 500 000 $, soit 106 600 entrées. À l'international, Hana-bi rapporte 6 017 823 $, portant le cumul des recettes mondiales à 6 517 823 $, ce qui en fait un succès commercial modeste au vu de son budget de 2 300 000 $.
En France, le film totalise 273 787 entrées.

## Autour du film
- Hana-bi (花火), littéralement la fleur (hana 花) de feu (hi 火), signifie en japonais feu d'artifice.
- Dans la scène finale du film, c'est Shoko Kitano, la fille du cinéaste, qui joue du cerf-volant.
- Les différentes peintures que l'on peut voir à plusieurs reprises tout au long du film, sont l'œuvre de Kitano, peu après l'accident de moto qui a failli lui coûter la vie en août 1994.
- Takeshi Kitano a dit qu'avant d'obtenir le Lion d'or au Festival de Venise pour Hana-bi, il n'était pas considéré comme un réalisateur sérieux au Japon  car ses précédents films avaient été reçus comme de simples passe-temps d'un comédien célèbre[8].
- Ce film fait partie des 100 films préférés d'Akira Kurosawa[9].
- La musique du film est utilisée depuis 2003 pour le générique de l'émission de M6 Un Jour, Une Histoire, le créneau de diffusion de téléfilms de l'après-midi de la chaine.

## Distinctions
- Lion d'or de Saint Marc (meilleur film), lors de la Mostra de Venise 1997.
- Prix du meilleur film étranger, lors des Prix du cinéma européen 1997.
- Grenouille d'argent lors du festival Camerimage 1998 récompensant la meilleure photographie.
- Nomination au César du meilleur film étranger en 1998.
- Prix du meilleur film et du meilleur second rôle masculin (Ren Osugi), lors des Hochi Film Awards 1998.
- Grand prix de l'Union de la critique de cinéma en 1999.
- Prix de la meilleure musique, lors des Awards of the Japanese Academy 1999.
- Prix du meilleur film, meilleur réalisateur, meilleur acteur (Takeshi Kitano) et meilleur second rôle masculin (Ren Osugi), lors des Blue Ribbon Awards 1999.
- Prix du meilleur film, lors des Kinema Junpo Awards 1999.
- Prix de la meilleure photographie et du meilleur second rôle masculin (Ren Osugi), lors du Mainichi Film Concours 1999.